# Дявол на доброто
„Дявол на доброто“ (на английски: Daredevil) е филм от 2003 г., написан и режисиран от Марк Стивън Джонсън. Базиран на героя на Марвел със същото име, в него участват Бен Афлек в ролята на Мат Мърдок, сляп адвокат, който се бори за справедливост като маскирания супергерой Деърдевил. Дженифър Гарнър играе жената, в която е влюбен – Електра, Колин Фарел играе безмилостния убиец Мишената и Майкъл Кларк Дънкан, който играе Уилсън Фиск, също познат като лорда на престъпленията Кингпин.